# José Mariano de Cabanes
José Mariano de Cabanes y de Escofet (en catalán: Josep Marià de Cabanes i d'Escofet) (Solsona, Lérida; 1775 - Barcelona 1842), fue un abogado y político español. Fue el primer alcalde de la ciudad de Barcelona y ocupó el cargo durante seis meses, entre noviembre de 1835 y abril de 1836.
Siendo miembro de la Junta de Sanidad tuvo un importante papel durante la epidemia de fiebre amarilla de 1821. Fue senador por Lérida entre 1837 y 1838, y miembro de la Real Academia de las Buenas Letras, donde publicó diversos trabajos de carácter histórico y arqueológico.
Fue miembro de la SEBAP desde el 4 de enero de 1823.